# 中荻野
中荻野（なかおぎの）は、神奈川県厚木市に存在する大字である。

## 地理
厚木市の北部に位置している。

### 河川
- 荻野川

## 世帯数と人口
2021年（令和3年）3月1日現在（厚木市発表）の世帯数と人口は以下の通りである。
| 大字   | 世帯数 | 人口    |
| ------ | ------ | ------- |
| 中荻野 |        | 1,323人 |

### 人口の変遷
国勢調査による人口の推移。
| 年                 | 人口  |
| ------------------ | ----- |
| 1995年（平成7年）  | 1,356 |
| 2000年（平成12年） | 1,341 |
| 2005年（平成17年） | 1,312 |
| 2010年（平成22年） | 1,320 |
| 2015年（平成27年） | 1,240 |
| 2020年（令和2年）  | 1,240 |

### 世帯数の変遷
国勢調査による世帯数の推移。
| 年                 | 世帯数 |
| ------------------ | ------ |
| 1995年（平成7年）  | 370    |
| 2000年（平成12年） | 396    |
| 2005年（平成17年） | 417    |
| 2010年（平成22年） | 456    |
| 2015年（平成27年） | 455    |
| 2020年（令和2年）  | 489    |

## 学区
市立小・中学校に通う場合、学区は以下の通りとなる（2022年10月時点）。
| 番・番地等                                                                               | 小学校             | 中学校             |
| ---------------------------------------------------------------------------------------- | ------------------ | ------------------ |
| 522番地2～532番地、538～539番地 542番地2～7、549～555番地 1607～1787番地、1988～1989番地 | 厚木市立鳶尾小学校 | 厚木市立荻野中学校 |
| 上記以外                                                                                 | 厚木市立荻野小学校 | 厚木市立荻野中学校 |

## 事業所
2021年（令和3年）現在の経済センサス調査による事業所数と従業員数は以下の通りである。
| 大字   | 事業所数 | 従業員数 |
| ------ | -------- | -------- |
| 中荻野 | 49事業所 | 405人    |

### 事業者数の変遷
経済センサスによる事業所数の推移。
| 年                 | 事業者数 |
| ------------------ | -------- |
| 2016年（平成28年） | 52       |
| 2021年（令和3年）  | 49       |

### 従業員数の変遷
経済センサスによる従業員数の推移。
| 年                 | 従業員数 |
| ------------------ | -------- |
| 2016年（平成28年） | 402      |
| 2021年（令和3年）  | 405      |

## 交通
- 国道412号

## その他

### 日本郵便
- 郵便番号 : 243-0202[3]（集配局 : 厚木北郵便局[14]）。